# Процессинг
Процессинг — деятельность по обработке информации, используемой при совершении платёжных операций. Такую деятельность осуществляют процессинговые центры (провайдеры платёжных сервисов). Наиболее широкое распространение процессинг-сервисы получили в следующих отраслях:
- процессинг электронных платежей;
- процессинг пластиковых карт.

Процессинг следует разделять на банковский, связанный с обслуживанием операций по картам международных и локальных платёжных систем, и небанковский. Банковский процессинг — эмиссия и/или эквайринг банковских карт. Приток иностранных банков в страну также способствует увеличению эмиссии международных банковских карт и повышению спроса на процессинговые услуги.
Небанковский процессинг, обслуживающий такие операции, как приём регулярных платежей (сотовая связь, Интернет, цифровое телевидение, коммунальные услуги и пр.), денежные переводы, а также новое направление — небанковские карты (социальная, транспортная, подарочная, бензиновая, лояльности).